# Брансвік (Північна Кароліна)
Брансвік (англ. Brunswick) — місто (англ. town) в США, в окрузі Колумбус штату Північна Кароліна. Населення — 973 особи (2020).

## Географія
Брансвік розташований за координатами 34°17′4″ пн. ш. 78°42′11″ зх. д. / 34.28444° пн. ш. 78.70306° зх. д. (34.284442, -78.702924).  За даними Бюро перепису населення США в 2010 році місто мало площу 1,09 км², уся площа — суходіл.

## Демографія
Згідно з переписом 2010 року, у місті мешкало 1119 осіб у 167 домогосподарствах у складі 110 родин. Густота населення становила 1026 осіб/км².  Було 196 помешкань (180/км²).
Расовий склад населення:
| - 56,3 % — чорних або афроамериканців - 34,6 % — білих - 3,4 % — корінних американців - 0,4 % — азіатів - 0,1 % — вихідців з тихоокеанських островів - 3,0 % — осіб інших рас |

До двох чи більше рас належало 2,2 %. Частка іспаномовних становила 5,5 % від усіх жителів.
За віковим діапазоном населення розподілялося таким чином: 10,9 % — особи молодші 18 років, 82,9 % — особи у віці 18—64 років, 6,2 % — особи у віці 65 років та старші. Медіана віку мешканця становила 36,5 року. На 100 осіб жіночої статі у місті припадало 401,8 чоловіків;  на 100 жінок у віці від 18 років та старших — 497,0 чоловіків також старших 18 років.
Середній дохід на одне домашнє господарство  становив 26 853 долари США (медіана — 20 592), а середній дохід на одну сім'ю — 34 377 доларів (медіана — 28 250). Медіана доходів становила 25 469 доларів для чоловіків та 26 250 доларів для жінок. За межею бідності перебувало 26,3 % осіб, у тому числі 38,6 % дітей у віці до 18 років та 6,0 % осіб у віці 65 років та старших.
Цивільне працевлаштоване населення становило 107 осіб. Основні галузі зайнятості: виробництво — 25,2 %, освіта, охорона здоров'я та соціальна допомога — 19,6 %, роздрібна торгівля — 15,0 %, науковці, спеціалісти, менеджери — 14,0 %.